# Kapitan Alatriste (film)
Kapitan Alatriste (hiszp. Alatriste) – hiszpański film historyczno-kostiumowy z 2006 roku w reżyserii Agustína Díaza Yanesa, oparty na serii powieści Przygody kapitana Alatriste autorstwa Artura Péreza-Revertego. Zdjęcia kręcono m.in. w Madrycie, Kadyksie oraz w prowincji Jaén.

## Obsada
- Viggo Mortensen jako kapitan Diego Alatriste
- Javier Cámara jako hrabia-książę Olivares
- Eduardo Noriega jako hrabia de Guadalmedina
- Juan Echanove jako pisarz Francisco de Quevedo
- Unax Ugalde jako Íñigo Balboa
- Elena Anaya jako Angélica de Alquézar, nastoletnia femme fatale
- Ariadna Gil jako María de Castro
- Francesc Garrido jako Martín Saldaña
- Blanca Portillo jako Emilio Bocanegra
- Paco Tous jako Maestre Fontaine

## Nagrody
Goya 2008:
- najlepsze kierownictwo produkcji (Cristina Zumárraga)
- 2007:
  - najlepsza scenografia (Benjamín Fernández)
  - najlepsze kostiumy (Francesca Sartori)